# Charly (Santabárbara)
Charly is een single van de Spaanse band Santabárbara. Het werd een jaar later opgenomen op hun album No dejes de sonar. Het is de enige single van de muziekgroep, die in Nederland en België de hitparade zou halen. Het lied gaat over de zieke duif genaamd (llamaba) Charly, die met een gebroken vleugel op straat ligt. De Spaanse band bestond uit Enrique Milian (basgitaar), Mario Balaguer (gitaar), Alberto López (drums). Ze bestond eigenlijk al sinds 1970 als begeleidingsband van Georgie Dann, maar kwamen pas in 1973 met hun single. Het was een doorslaand succes, want het stond drie weken op nummer 1 in Spanje in de maanden januari en februari 1973 en zou tot ongeveer 1980 bestaan.
In België zijn een drietal covers bekend: Mark Holder zong Charly in 1973, Jo Vally zong in 2012 Carly, Willy Sommers in 2000 Kleine Karlien. Die laatste wist de tipparade te halen.

## Hitnotering
In Nederland en België kwam de single laat 1973 in de hitlijsten.

### Nederlandse Top 40
| Positie: | 26 | 12 | 8 | 10 | 16 | 28 | 36 | uit |

### NederlandseDaverende 30
| Positie: | 30 | 18 | 10 | 9 | 10 | 17 | uit |

### BelgischeBRT Top 30
| Positie: | 28 | 21 | - | 19 | 17 | 23 | uit |

### VlaamseUltratop 30
| Positie: | 29 | 29 | 26 | 22 | 23 | 28 | uit |

### NPO Radio 2 Top 2000
Charly stond alleen in 2000 in de NPO Radio 2 Top 2000, op plek 1925.